# 加里·库克
加里·彼得·库克（英語：Garry Peter Cook，1958年1月10日—），英国男子田径运动员，主攻短跑。他曾代表英国参加1984年夏季奥林匹克运动会田径比赛，获得男子4×400米接力银牌。